# 小宮ゆい
小宮 ゆい（こみや ゆい、1988年7月22日 - ）は、日本のAV女優。ミューズコミュニケーション所属。

## 略歴・人物
岩手県出身。2007年にAVデビュー。ショートカットの巨乳AV女優で、女子校生から人妻まで幅広い役柄で多数の作品に出演している。
2009年9月9日の公式ブログで、同月11日に新宿ニューアートでストリップデビューすることと、翌10月いっぱいで休業することを発表。復帰などについては未定としている。

## 出演作品

### アダルトビデオ

#### 2007年
- ジガドリ★オナニー 01（2月17日、ラハイナ東海）他出演:りん、くるみ、あこ、ゆら ※「さやか」名義
- チクビナメ★テコキシテア･ゲ･ル VOL.01（4月28日、ラハイナ東海）他出演:けい、ゆら、ゆき、ももこ ※「さやか」名義
- 街角素人物語 FROM 大久保（4月30日、VIP）他出演:しおり、まゆみ、まこと、みき、めぐみ ※「さやか」名義、レンタル作品
- 潮吹き巨乳海女 〜女子高生のウブ貝〜（6月1日、DANDY）…共演:長澤りか ※AV OPEN チャレンジステージ エントリー作品
- Tsu bo mi 少女と紳士と淫行と（7月5日、タカラ映像） ※「ゆい」名義
- 聖 〜セイント〜 Gカップ女子校生 vol.7（11月1日、プレステージ）
- &Fashion*77（11月2日、ゴーゴーズ）
- REC 31（11月10日、プレステージ）
- R18 中出しロリータ（11月23日、KUKI） ※「yui」名義
- 女子校生裏バイブル 5（12月1日、マッドクルー）
- R18 ロリータ in BLACK（12月28日、KUKI） ※「yui」名義

#### 2008年
- コギャル温泉コンパニオン ZABOON（1月18日、ケイ・エム・プロデュース）…共演:愛菜りな、姫野りむ、佐伯奈々、黒澤エレナ
- 生若妻 〜同僚の巨乳若妻と不倫旅行しました〜（4月2日、チーム川崎）
- 「ワザと看護師に贅沢SPECIAL 勃起/せんずり/マンズリを見せつけまくったらヤられるか?」 VOL.1（4月4日、DANDY）他出演:山咲奈々美、中村まゆ、倉知莉花 ほか
- 小宮ゆいに「顔射」出来るAV アナタ専用「フェイスドール」付き（4月17日、SODクリエイト）
- 監禁!!巨乳飼育 ゆい18歳（4月18日、メディアステーション）
- クラスに必ず1人はいる隠れ巨乳 隠れ Fcup ゆい（4月19日、キッチュ）
- HIGH SOCKS SCHOOL GIRL 2（4月25日、笠倉出版社）他出演:夕月みずほ、坂本愛海
- 手コキの後にお掃除フェラ 4時間（5月2日、GLAY'z）他多数出演
- 中年チ○ポの辱めにオマ○コを濡らす少女18歳（5月8日、SODクリエイト）
- 痴漢OK娘（5月8日、ナチュラルハイ）他出演:飯島くらら ほか
- ミニスカニーソ MANIAX（6月20日、TMA）他出演:つぼみ、小栗杏菜、仲川咲姫、鈴木千里
- 巨乳緊縛 M少女調教（6月20日、ブリット）
- 究極フェティッシュ スケ水着&お尻アングル ロリータ桃尻娘編（6月27日、笠倉出版社）他出演:夕月みずほ、坂本愛海
- ブルマニア（6月27日、I.B.WORKS）他出演:つぼみ、小栗杏菜、仲川咲姫、鈴木千里
- 田舎の巨乳女子校生（7月4日、V&Rプロダクツ）
- SEXが15分長くできる!!DVD 学校では絶対に教えてくれない!!誰でも解かる大人の授業（7月17日、SODクリエイト）…共演:水森あおい ほか
- Gカップボイン素人ナマ中出し まり子（7月19日、胸キュン喫茶） ※「まり子」名義
- 90cm Gcup 88cm Fcup 86cm Gcup ロ●ータ乱交 SAKI YUI AIMI（7月19日、OPPAI）共演:辻さき、坂本愛海
- 巨乳女子校生 5（7月25日、メディアステーション）他出演:澄川ロア、宮崎あい、明佐奈、仲村ろみひ
- 全裸立ち電マ連続アクメ4時間（8月8日、TMA）他出演:赤西涼、坂本愛海、南沙也香、鈴木杏里、黒田もね、三上梨奈、妃乃ひかり、森野ひな、小栗杏菜、仲川咲姫、飯島くらら、鈴木千里、小日向みくる、つぼみ、七瀬ゆうり、蜜井とわ、芽衣奈、福沢あや、加藤椿、美瀬純、綾波アスカ、MARIMO、小日向しおり
- 見世物死刑劇場 女子高生売春サークル 公開凌辱SHOW（8月21日、SODクリエイト）
- 美人OL女子社員（9月5日、GLAY'z）他出演:北野真子、紅城まゆ、艶堂しほり、小林恵美、辻本りょう
- みやすのんき 妄想エロ漫画AV メイド探偵亜美（9月13日、MOODYZ）…共演:鮎川なお、大沢佑香、青山ひかる、椎名りく
- しばられたい わたし、ただのオモチャで、いいんです。 ゆい（9月15日、ドリームチケット）
- 陵辱 教育実習生 私、男たちの慰みもの…（9月18日、ヒビノ）
- 騎乗位GALS☆巨乳乱交（9月19日、kira☆kira）共演:浜崎りお、小坂めぐる
- 少女限定 ロリータナンパ 2（9月26日、I.B.WORKS）オムニバス作品
- 即日AV女優（10月17日、レアル・ワークス）他出演:壇杏奈、桃咲まなみ、麗花
- 淫欲 手篭めにされた若妻（10月23日、ヒビノ）
- ブルマっ娘 MUSEUM 4時間（11月1日、NIRVANA）他出演:園原みか、つぼみ、仲川咲姫、さくら奈々、あげは、浜崎りお、椎名りく、大空あかね、笠木彩花、姫咲しゅり
- 絶対快感。（11月7日、桃太郎映像出版）
- 美人妻乱交中出しコンパ（11月7日、GLAY'z）…共演:りつか、七瀬ゆうり、安西カルラ、大塚咲
- 強制レイプマニアックス 18（11月14日、メディアバンク）他出演:桃咲まなみ、彩花ゆめ、小春、真中かおり、綾瀬みさ
- 援交ギャルに生中出し（11月17日、レアル・ワークス）他出演:ほしのまき、市川よしの、楓まお
- 巨乳女子校生に生中出し 02（12月19日、レアル・ワークス）他出演:小坂めぐる、長谷川ミュウ、桃咲まなみ

#### 2009年
- 陵辱巨乳妻 義理の息子に弄ばれた私（2月5日、ヒビノ）
- ロケットおっぱい20人! マイクロビキニでドキッ! 巨乳だらけの水泳大会（2月5日、ロケット）共演:佐伯奈々、赤西涼、芽衣奈、稲森ケイト、桜井エミリ、井上まさみ、青山れあ、堀田友紀子、茅ヶ崎ありす、月島愛、みはる、成瀬心美、宮崎あい、速水百花、西木美羽、柳原純、平井柚葉、若槻せな、森雪奈
- マイクロビキニでドキッ! 巨乳だらけの水泳大会の裏舞台でエッチな女優さんたちとお仕事抜きでセックスできるのか!?（3月5日、ロケット）他出演:芽衣奈、佐伯奈々、赤西涼、稲森ケイト
- 東京不倫妻 〜中出しされた若妻達〜（3月6日、GLAY'z）他出演:茅ヶ崎ありす、鷹宮りょう、葉月里彩、安西カルラ、大塚咲
- 中に出してと彼女は言った 2（3月27日、ビッグモーカル）他出演:星アンジェ、芽衣奈、篠原リョウ
- お仕置き 7（4月1日、中嶋興業）
- きもち良すぎて汗だくなの（4月19日、乱丸）…共演:吉沢みなみ
- 義父に犯される! 新妻哀歌（4月24日、アカデミック）
- NAMANAKA GALS ON LIVE（4月24日、ピエロ）他出演:夏川るい、新垣さやか
- ポルチオエステサロンNEO 5（4月25日、ベイビーエンターテイメント）
- 誘惑女教師（5月8日、ビッグモーカル）他出演:篠原リョウ、中森玲子、七瀬かすみ
- ウリ専女子校生に生中出し（5月18日、レアル・ワークス）他出演:桜井エミリ、月野りさ
- 強姦! 野外撮影中に地元暴走族に乗りこまれてガチ・本気レイプ!（5月21日、サディスティックヴィレッジ）…共演:東野愛鈴、新垣さや
- のど奥イラマ性感帯 〜のどチ○コでイク女たち〜（6月4日、ナチュラルハイ）他出演:星優乃
- 「田舎の純真無垢なノーブラで大きな胸の女子校生に無防備な密着をされたら即勃起して見せつけても拒めない」 VOL.1（6月4日、DANDY）他出演:鈴香音色 ほか
- ザ・ギャルナン 13（6月18日、グローリークエスト）共演:永瀬あき 他出演:RUMIKA ほか
- 極 マシンバイブ 拷問! 贄一 学園スペシャル（6月18日、サディスティックヴィレッジ）…共演:天川るる、つぼみ
- セルフ・ボンデージの女（6月20日、プールクラブ・エンタテインメント）
- SUPER JUICY AWABI SEASON 2 狂い泣く女子校生残酷哀歌 極淫辱逝美少女崩壊 vol.4 極淫辱逝美少女崩壊 〜乙女の咆哮!地獄の全穴嬲り責め〜（6月20日、ベイビーエンターテイメント）
- 極逝コレクター 悪魔の無限快楽拷問椅子（6月27日、ベイビーエンターテイメント）他出演:友田真希、菜月あんな、速水カヲル
- 串刺しされた雌豚ファイル VOL.1（7月3日、アフロフィルム）
- 世界一のチ●ポで白目むくまでガン突きFUCK!!!（7月5日、NON）
- 痴漢号泣電車（7月23日、ナチュラルハイ）他出演:森元あすか ほか
- ファン参加型MM号! イカセ マジックミラー号（7月23日、ディープス）共演:鈴香音色、橘ゆめみ
- 舐められ【放課後】倶楽部 2（8月13日、アロマ企画）共演:桃咲まなみ 他出演:永井あいこ、大槻ひびき、石川みずき、北島ゆり
- ディルドにまたがる女子校生 3（8月25日、アロマ企画）共演:七咲楓花、鈴木ありす、結城かれん、東野愛鈴、さくら美羽、赤西あずさ、鈴木千里
- エロ美少女に騎乗られちゃった僕。 2（8月25日、アロマ企画）共演:つぼみ みはる、桃咲まなみ、早乙女美奈子
- ギャルフェラチオ 21人（9月3日、グローリークエスト）他多数出演
- 突然、パンツの中で発射（イカ）されちゃった僕。（10月13日、アロマ企画）他出演:みはる、美花ぬりぇ、三浦直緒、大槻ひびき、北島ゆり
- 女子校生の太股とパンチラ 3（12月13日、アロマ企画）他多数出演
- 美少女に見つめられながら手コかれちゃった僕。 2（12月25日、アロマ企画）他出演:君野ゆめ、あんな、宮下まい、赤坂アスカ、愛川香織

### 映画
- 新任女教師劇場版　愛してるとか好きだとか（2009年、堀内博志監督）　-　片岡香織　役

### オリジナルビデオ
- 真田くノ一忍法伝 かすみ 誕生! 猿飛佐助（2007年9月21日、ティーエムシー）…主演:吉沢明歩

### イメージビデオ
- 天真爛漫（2009年4月13日、BNS）